# Альберто Берасатегі
Альберто Берасатегі (ісп. Alberto Berasategui; нар. 28 червня 1973) — колишній іспанський тенісист.
Найвищу одиночну позицію світового рейтингу — 7 місце досяг 14 листопада 1994, парну — 55 місце — 6 жовтня 1997 року.
Здобув 14 одиночних та 1 парний титул.
Найвищим досягненням на турнірах Великого шолома був фінал в одиночному розряді.
Завершив кар'єру 2001 року.

## Фінали турнірів Великого шолома

### Одиночний розряд: 1 (1 поразка)
| Результат | Рік  | Турнір                               | Покриття | Суперник      | Рахунок            |
| --------- | ---- | ------------------------------------ | -------- | ------------- | ------------------ |
| Поразка   | 1994 | Відкритий чемпіонат Франції з тенісу | Ґрунт    | Серхі Бругера | 3–6, 5–7, 6–2, 1–6 |

## Фінали турнірів ATP за кар'єру

### Одиночний розряд: 23 (14–9)
| Легенда                         |
| ------------------------------- |
| Турніри Великого шлема (0–1)    |
| Фінали Світового туру ATP (0–0) |
| Серія Мастерс ATP(0–0)          |
| Серія турнірів ATP (1–1)        |
| Світова серія ATP (13–7)        |

| Фінали за покриттям |
| ------------------- |
| Тверде (0–0)        |
| Ґрунт (14–9)        |
| Трава (0–0)         |
| Килим (0–0)         |

| Фінали за типом корту |
| --------------------- |
| Відкритий корт (14–9) |
| Закритий корт (0–0)   |

| Результат | В-П  | Дата     | Турнір                                          | Рівень           | Покриття | Суперник         | Рахунок            |
| --------- | ---- | -------- | ----------------------------------------------- | ---------------- | -------- | ---------------- | ------------------ |
| Поразка   | 0–1  | Сер 1993 | Відкритий чемпіонат Хорватії з тенісу, Хорватія | Світова серія    | Ґрунт    | Томас Мустер     | 5–7, 6–3, 3–6      |
| Поразка   | 0–2  | Жов 1993 | Афіни, Греція                                   | Світова серія    | Ґрунт    | Хорді Арресе     | 4–6, 6–3, 3–6      |
| Перемога  | 1–2  | Лис 1993 | Сан-Паулу, Бразилія                             | Світова серія    | Ґрунт    | Ктіслав Доседель | 6–4, 6–3           |
| Поразка   | 1–3  | Лис 1993 | Буенос-Айрес, Аргентина                         | Світова серія    | Ґрунт    | Карлос Коста     | 6–3, 1–6, 4–6      |
| Перемога  | 2–3  | Кві 1994 | Ніцца, Франція                                  | Світова серія    | Ґрунт    | Джим Кур'є       | 6–4, 6–2           |
| Поразка   | 2–4  | Тра 1994 | Болонья, Італія                                 | Світова серія    | Ґрунт    | Хав'єр Санчес    | 6–7(3–7), 6–4, 3–6 |
| Поразка   | 2–5  | Чер 1994 | Париж, Франція                                  | Великий Шлем     | Ґрунт    | Серхі Бругера    | 3–6, 5–7, 6–2, 1–6 |
| Перемога  | 3–5  | Лип 1994 | Штутгарт, Німеччина                             | Серія Чемпіоншип | Ґрунт    | Андреа Гауденці  | 7–5, 6–3, 7–6(7–5) |
| Перемога  | 4–5  | Сер 1994 | Відкритий чемпіонат Хорватії з тенісу, Хорватія | Світова серія    | Ґрунт    | Кароль Кучера    | 6–2, 6–4           |
| Перемога  | 5–5  | Жов 1994 | Палермо, Італія                                 | Світова серія    | Ґрунт    | Алекс Корретха   | 2–6, 7–6(8–6), 6–4 |
| Перемога  | 6–5  | Жов 1994 | Афіни, Греція                                   | Світова серія    | Ґрунт    | Оскар Мартінес   | 4–6, 7–6(7–4), 6–3 |
| Перемога  | 7–5  | Жов 1994 | Сантьяго, Чилі                                  | Світова серія    | Ґрунт    | Франсіско Клавет | 6–3, 6–4           |
| Перемога  | 8–5  | Лис 1994 | Монтевідео, Уругвай                             | Світова серія    | Ґрунт    | Франсіско Клавет | 6–4, 6–0           |
| Перемога  | 9–5  | Чер 1995 | Порту, Португалія                               | Світова серія    | Ґрунт    | Карлос Коста     | 3–6, 6–3, 6–4      |
| Поразка   | 9–6  | Лис 1995 | Монтевідео, Уругвай                             | Світова серія    | Ґрунт    | Богдан Уліграх   | 2–6, 3–6           |
| Перемога  | 10–6 | Чер 1996 | Болонья, Італія                                 | Світова серія    | Ґрунт    | Карлос Коста     | 6–3, 6–4           |
| Перемога  | 11–6 | Лип 1996 | Кіцбюель, Австрія                               | Світова серія    | Ґрунт    | Алекс Корретха   | 6–2, 6–4, 6–4      |
| Перемога  | 12–6 | Вер 1996 | Бухарест, Румунія                               | Світова серія    | Ґрунт    | Карлос Моя       | 6–1, 7–6(7–5)      |
| Поразка   | 12–7 | Вер 1997 | Марбелья, Іспанія                               | Світова серія    | Ґрунт    | Альберт Коста    | 3–6, 2–6           |
| Перемога  | 13–7 | Жов 1997 | Палермо, Італія                                 | Світова серія    | Ґрунт    | Домінік Грбатий  | 6–4, 6–2           |
| Перемога  | 14–7 | Кві 1998 | Estoril Open, Португалія                        | Світова серія    | Ґрунт    | Томас Мустер     | 3–6, 6–1, 6–3      |
| Поразка   | 14–8 | Кві 1998 | Барселона, Іспанія                              | Серія Чемпіоншип | Ґрунт    | Тодд Мартін      | 2–6, 6–1, 3–6, 2–6 |
| Поразка   | 14–9 | Жов 1999 | Палермо, Італія                                 | Світова серія    | Ґрунт    | Арно Ді Паскуале | 1–6, 3–6           |

### Парний розряд: 4 (1–3)
| Легенда                         |
| ------------------------------- |
| Турніри Великого шлема (0–0)    |
| Фінали Світового туру ATP (0–0) |
| Серія Мастерс ATP(0–0)          |
| Серія турнірів ATP (1–0)        |
| Світова серія ATP (0–3)         |

| Фінали за покриттям |
| ------------------- |
| Тверде (0–0)        |
| Ґрунт (1–3)         |
| Трава (0–0)         |
| Килим (0–0)         |

| Фінали за типом корту |
| --------------------- |
| Відкритий корт (1–3)  |
| Закритий корт (0–0)   |

| Результат | В-П | Дата     | Турнір                   | Рівень           | Покриття | Партнер        | Суперники                         | Рахунок       |
| --------- | --- | -------- | ------------------------ | ---------------- | -------- | -------------- | --------------------------------- | ------------- |
| Перемога  | 1–0 | Кві 1997 | Барселона, Іспанія       | Серія Чемпіоншип | Ґрунт    | Хорді Бурільйо | Пабло Альбано Алекс Корретха      | 6–3, 7–5      |
| Поразка   | 1–1 | Вер 1997 | Марбелья, Іспанія        | Світова серія    | Ґрунт    | Хорді Бурільйо | Карім Аламі Хуліан Алонсо         | 6–4, 3–6, 0–6 |
| Поразка   | 1–2 | Вер 1998 | Борнмут, Велика Британія | Світова серія    | Ґрунт    | Вейн Артурс    | Ніл Брод Кевін Ульєтт             | 6–7, 3–6      |
| Поразка   | 1–3 | Вер 1999 | Мальорка, Іспанія        | Світова серія    | Ґрунт    | Франсіско Ройг | Лукас Арнольд Кер Томас Карбонелл | 1–6, 4–6      |

## Фінали ATP Челленджер і ITF Ф'ючерс

### Одиночний розряд: 10 (7–3)
| Легенда              |
| -------------------- |
| ATP Челленджер (7–3) |
| ITF Ф'ючерс (0–0)    |

| Фінали за покриттям |
| ------------------- |
| Тверде (0–0)        |
| Ґрунт (7–3)         |
| Трава (0–0)         |
| Килим (0–0)         |

| Результат | В-П | Дата     | Турнір                    | Рівень     | Покриття | Суперник          | Рахунок       |
| --------- | --- | -------- | ------------------------- | ---------- | -------- | ----------------- | ------------- |
| Поразка   | 0–1 | Жов 1992 | Реджо-Калабрія, Італія    | Челленджер | Ґрунт    | Роберто Асар      | 4–6, 2–6      |
| Перемога  | 1–1 | Лют 1993 | Мар-дель-Плата, Аргентина | Челленджер | Ґрунт    | Мартін Стрінгарі  | 6–2, 7–5      |
| Перемога  | 2–1 | Сер 1993 | Ґрац, Австрія             | Челленджер | Ґрунт    | Карлос Коста      | 6–4, 6–3      |
| Перемога  | 3–1 | Вер 1994 | Барселона, Іспанія        | Челленджер | Ґрунт    | Карл-Уве Стіб     | 6–3, 7–5      |
| Перемога  | 4–1 | Чер 1996 | Брауншвейг, Німеччина     | Челленджер | Ґрунт    | Йожеф Крочко      | 6–2, 6–2      |
| Перемога  | 5–1 | Лип 1996 | Венеція, Італія           | Челленджер | Ґрунт    | Хав'єр Санчес     | 6–2, 6–2      |
| Поразка   | 5–2 | Жов 1996 | Каїр, Єгипет              | Челленджер | Ґрунт    | Фернандо Мелігені | 6–3, 1–6, 2–6 |
| Перемога  | 6–2 | Чер 1997 | Загреб, Хорватія          | Челленджер | Ґрунт    | Іван Любичич      | 6–1, 6–2      |
| Перемога  | 7–2 | Жов 1997 | Каїр, Єгипет              | Челленджер | Ґрунт    | Карім Аламі       | 7–5, 6–3      |
| Поразка   | 7–3 | Лис 2000 | Буенос-Айрес, Аргентина   | Челленджер | Ґрунт    | Гільєрмо Кор'я    | 1–6, 6–4, 4–6 |

### Парний розряд: 1 (1–0)
| Легенда              |
| -------------------- |
| ATP Челленджер (1–0) |
| ITF Ф'ючерс (0–0)    |

| Фінали за покриттям |
| ------------------- |
| Тверде (0–0)        |
| Ґрунт (1–0)         |
| Трава (0–0)         |
| Килим (0–0)         |

| Результат | В-П | Дата     | Турнір       | Рівень     | Покриття | Партнер                  | Суперники                 | Рахунок  |
| --------- | --- | -------- | ------------ | ---------- | -------- | ------------------------ | ------------------------- | -------- |
| Перемога  | 1–0 | Жов 1996 | Каїр, Єгипет | Челленджер | Ґрунт    | Херман Пуентес-Альканьїс | Браніслав Галік Борут Урх | 6–0, 6–0 |

## Часовий графік результатів
| W | Ф | ПФ | ЧФ | #Р | КТ | К# | DNQ | A | NH |

### Одиночний розряд
| Турніри Великого шлему                 |     |     |     |                   |                   |                   |                   |                   |                   |                             |                             |                             |
| Відкритий чемпіонат Австралії з тенісу |     |     |     |                   |                   | 3р                | ЧФ                | 1р                | 1р                | 0 / 4                       | 6–4                         | 60%                         |
| Відкритий чемпіонат Франції з тенісу   | 1р  | 2р  | Ф   | 3р                | 3р                | 1р                | 4р                | 4р                | 1р                | 0 / 9                       | 17–9                        | 65%                         |
| Вімблдонський турнір                   |     |     |     |                   |                   |                   |                   |                   | 1р                | 0 / 1                       | 0–1                         | 0%                          |
| Відкритий чемпіонат США з тенісу       |     | 2р  | 1р  |                   | 2р                | 1р                | 1р                |                   |                   | 0 / 5                       | 2–5                         | 29%                         |
| В-П                                    | 0–1 | 2–2 | 6–2 | 2–1               | 3–2               | 2–3               | 7–3               | 3–2               | 0–3               | 0 / 19                      | 25–19                       | 46%                         |
| Чемпіонат завершення сезону            |     |     |     |                   |                   |                   |                   |                   |                   |                             |                             |                             |
| Фінал ATP                              | DNQ | DNQ | RR  | Не кваліфікувався | Не кваліфікувався | Не кваліфікувався | Не кваліфікувався | Не кваліфікувався | Не кваліфікувався | 0 / 1                       | 0–3                         | 0%                          |
| Тур ATP Мастерс 1000                   |     |     |     |                   |                   |                   |                   |                   |                   |                             |                             |                             |
| Індіан-Веллс                           |     |     | 1р  | 3р                | 1р                | ЧФ                | 1р                | 1р                |                   | 0 / 6                       | 4–6                         | 40%                         |
| Відкритий чемпіонат Маямі з тенісу     |     |     | 3р  | 3р                |                   | 2р                | 2р                | 2р                | 1р                | 0 / 6                       | 2–6                         | 100%                        |
| Монте-Карло                            |     |     | 3р  | 3р                | 1р                | 2р                | ПФ                | 1р                | 1р                | 0 / 7                       | 8–7                         | 53%                         |
| Рим                                    |     |     | 2р  | 2р                | 2р                | ПФ                | ПФ                | 2р                | К1р               | 0 / 6                       | 11–6                        | 65%                         |
| Гамбург                                | 2р  |     | 1р  | 2р                | 2р                | ЧФ                | 3р                | 3р                |                   | 0 / 7                       | 8–7                         | 53%                         |
| Мастерс Канада                         |     |     |     |                   | 2р                |                   |                   |                   |                   | 0 / 1                       | 1–1                         | 50%                         |
| Мастерс Цинциннаті                     |     |     |     | 3р                |                   |                   | 1р                |                   |                   | 0 / 2                       | 2–2                         | 50%                         |
| Штутгарт                               |     |     |     | 1р                | 2р                | 1р                |                   |                   |                   | 0 / 3                       | 1–3                         | 25%                         |
| Париж                                  |     |     |     |                   | 3р                | 1р                |                   |                   |                   | 0 / 2                       | 2–2                         | 50%                         |
| В-П                                    | 1–1 | 0–0 | 4–5 | 5–7               | 6–7               | 11–7              | 9–6               | 3–5               | 0–2               | 0 / 40                      | 39–40                       | 49%                         |
| Рейтинг на кінець року                 | 115 | 36  | 8   | 32                | 19                | 23                | 21                | 60                | 153               | Career Earnings: $4,676,187 | Career Earnings: $4,676,187 | Career Earnings: $4,676,187 |

### Парний розряд
| Турніри Великого шлему                 |     |     |     |     |     |       |     |     |
| Відкритий чемпіонат Австралії з тенісу |     |     | 1р  |     | 1р  | 0 / 2 | 0–2 | 0%  |
| Відкритий чемпіонат Франції з тенісу   |     |     |     | 1р  |     | 0 / 1 | 0–1 | 0%  |
| Вімблдонський турнір                   |     |     |     |     |     | 0 / 0 | 0–0 | –   |
| Відкритий чемпіонат США з тенісу       |     | 3р  |     |     |     | 0 / 1 | 2–1 | 67% |
| В-П                                    | 0–0 | 2–1 | 0–1 | 0–1 | 0–1 | 0 / 4 | 2–4 | 33% |
| Серія Мастерс ATP                      |     |     |     |     |     |       |     |     |
| Відкритий чемпіонат Маямі з тенісу     |     |     | 1р  |     |     | 0 / 1 | 0–1 | 0%  |
| Монте-Карло                            |     |     |     | 1р  |     | 0 / 1 | 0–1 | 0%  |
| Гамбург                                |     | ЧФ  | 2р  |     |     | 0 / 2 | 3–2 | 60% |
| Рим                                    | К2р |     |     |     |     | 0 / 0 | 0–0 | –   |
| Мастерс Канада                         | К2р |     |     |     |     | 0 / 0 | 0–0 | –   |
| В-П                                    | 0–0 | 2–1 | 1–2 | 0–1 | 0–0 | 0 / 2 | 3–4 | 43% |